# Dekanat ramieński
Dekanat ramieński – jeden z 48 dekanatów eparchii moskiewskiej obwodowej Rosyjskiego Kościoła Prawosławnego. Obejmuje cerkwie położone w rejonie ramieńskim
obwodu moskiewskiego. Funkcjonują w nim cztery cerkwie parafialne miejskie, dwadzieścia pięć cerkwi parafialnych wiejskich, trzy cerkwie filialne, cerkiew-baptysterium i osiem kaplic.
Funkcję dziekana pełni protojerej Władimir Gamaris.

## Cerkwie w dekanacie[1]
- Cerkiew Włodzimierskiej Ikony Matki Bożej w Bykowie
- Cerkiew Ikony Matki Bożej „Życiodajne Źródło” w Bykowie
- Cerkiew Zmartwychwstania Pańskiego w Bykowie
- Cerkiew Narodzenia Matki Bożej w Wierchnim Miaczkowie

Kaplica Ikony Matki Bożej „Cierpiąca”
- Cerkiew Zaśnięcia Matki Bożej w Gżelu

Kaplica Kazańskiej Ikony Matki Bożej
- Cerkiew Świętych Cyryla i Marii z Radoneża w Doninie
- Cerkiew Opieki Matki Bożej w Jeganowie
- Cerkiew św. Michała Archanioła w Zagornowie

Kaplica Włodzimierskiej Ikony Matki Bożej
- Cerkiew Opieki Matki Bożej w Zielonej Słobodzie

Cerkiew Narodzenia Matki Bożej w Zielonej Słobodzie
- Cerkiew Narodzenia Matki Bożej w Ziuzinie

Kaplica Zaśnięcia Matki Bożej
- Cerkiew św. Jerzego w Ignatiewie

Kaplica Ikony Matki Bożej „Wychowanie”
- Cerkiew Opieki Matki Bożej w Igumnowie

Kaplica św. Wielkiej Księżnej Elżbiety
- Cerkiew Świętych Piotra i Pawła w Iljinskim
- Cerkiew Opieki Matki Bożej w Karpowie
- Cerkiew św. Sergiusza z Radoneża w Kratowie
- Cerkiew Ikony Matki Bożej „Władająca” w Kratowie
- Cerkiew św. Dymitra Sołuńskiego w Małachowie
- Cerkiew św. Jana Chrzciciela w Nowym

Kaplica Zaśnięcia Matki Bożej
- Cerkiew Opieki Matki Bożej w Osieczenkach
- Cerkiew św. Mikołaja w Ostrowcach

Kaplica św. Serafina z Sarowa
- Cerkiew Świętych Borysa i Gleba w Ramienskim
- Cerkiew Trójcy Świętej w Ramienskim
- Cerkiew Kazańskiej Ikony Matki Bożej w Ramienskim

Cerkiew św. Matrony Moskiewskiej w Ramienskim
- Cerkiew Ikony Matki Bożej „Wszystkich Strapionych Radość” w Ramienskim

Cerkiew Ikony Matki Bożej „Wszystkich Strapionych Radość” – filialna
- Cerkiew Wniebowstąpienia Pańskiego w Rieczicach
- Cerkiew Narodzenia Pańskiego w Rodnikach
- Cerkiew św. Michała Archanioła w Sinkowie
- Cerkiew św. Nikity w Strokinie
- Cerkiew Trójcy Świętej w Udielnej

Cerkiew-baptysterium Narodzenia Matki Bożej